# マジストローニ
マジストローニ（Magistroni ）は、イタリアの著名自転車部品ブランド。1930年代から1960年代中盤まではクランク、チェーンリング、ボトムブラケット、ヘッドセット、シートクランプなどの部品を提供していた。
1960年以前の高級イタリアン・レーサーの多くはマジストローニのクランク、チェーンリングを使っており、チネリ、ビアンキ、レニアーノ、オルモ、アタラ、FBなど多くの自転車メーカーがそのメーカーの刻印をしてクランクを採用した。最終期に作られたコルナゴブランドのメヒコ（Mexico ）6アームクランクは、自転車史上もっとも美しいクランクとして語り継がれている。カンパニョーロでさえ初期スポルト3アーム鉄クランクはマジストローニ製であった。
しかしカンパニョーロがグループセットとして自転車部品を提供するようになると、それに押されるかたちで市場から消えた。